# Jan Wojak
Jan Wojak (ur. 4 kwietnia 1905 w Strudze, zm. 30 czerwca 1972) – polski nauczyciel, poseł na Sejm PRL III kadencji.

## Życiorys
Uzyskał wykształcenie średnie, z zawodu nauczyciel. Został pierwszym i początkowo jedynym powojennym nauczycielem szkoły podstawowej w Gostkowie, w roku szkolnym 1948/1949 awansował na inspektora szkolnego w Prezydium Powiatowej Rady Narodowej w Bytowie. W 1961 uzyskał mandat posła na Sejm PRL w okręgu Szczecinek, będąc członkiem Polskiej Zjednoczonej Partii Robotniczej. W parlamencie zasiadał w Komisji Oświaty i Nauki.
W 1954 odznaczony Srebrnym Krzyżem Zasługi. Pochowany wraz z Leokadią Wojak (1919–1985) na cmentarzu komunalnym przy ul. Gdańskiej w Bytowie.